# Macau Badminton Association
Die Macau Badminton Association (chinesisch 澳門羽毛球總會) ist die oberste nationale administrative Organisation in der Sportart Badminton in Macau.

## Geschichte
Der Verband wurde am 10. August 1982 gegründet. Am 22. Oktober des gleichen Jahres wurde Ho Yin erster Präsident des Verbandes. Kurz nach seiner Gründung wurde der Verband Mitglied in der Badminton World Federation und in der Badminton Asia Confederation. Der Sitz des Verbandes befindet sich im Centro Desportivo de Vitoria.

## Persönlichkeiten
- Ho Yin, Gründungspräsident
- Edmund Ho, ehemaliger Präsident
- Kong Tat Choi, Präsident seit 2005

## Bedeutende Veranstaltungen, Turniere und Ligen
- Macau Open
- Einzelmeisterschaften
- Juniorenmeisterschaften
- Mannschaftsmeisterschaften